# 松田秀
松田 秀（まつだ しゅう/ひで、生没年不詳）は、日本の政治家。大阪府中河内郡矢田村長。兵庫県武庫郡芝村長。

## 人物
大阪府中河内郡矢田村の古くからの博労地主の村上家の分家である。宇治方面で巡査をつとめる。西宮芝部落で村長をつとめる。
矢田村長時代の業績には1893年の下高野街道の改修、1902年の共同浴場の建設などがある。